# Ventureta Sauleda Paulís
Ventureta Sauleda Paulís, řeholním jménem Josefina (30. července 1885, Sant Pol de Mar – 31. srpna 1936, Barcelona) byla španělská římskokatolická řeholnice Řádu svatého Dominika a mučednice. Katolická církev jí uctívá jako blahoslavenou.

## Život
Narodila se 30. července 1885 v Sant Pol de Mar v provincii Barcelona jako jedna z dvanácti dětí Victoriana Sauledy a Josefy Paulís. Byla pokřtěna 5. srpna 1885 a 14. června 1887 přijala svátost biřmování. Vzdělávala se ve škole vedené Sestrami dominikánkami od Zvěstování Panny Marie, kde projevila velký zájem a talent v hudbě, umění a literatuře. Zde se také naučila modlitbě, vždy si na modlitbu před oltářem v oratoři našla čas.
Dne 23. května 1897 přijala první svaté přijímání. Když jí bylo šestnáct let zatoužila po řeholním životě. Byla velmi laskavá, citlivá a přitahovala ji práce s nemocnými. Prvně ji napadlo vstoupit k sestrám které spravovali nemocnice. Její sestra Mercedes již byla řeholníci v dominikánském klášteře Panny Marie z Hory Sion v Barceloně.
Absolvovala duchovní cvičení u sester Zbožných učitelek Filippini v Barceloně a po období intenzivních duchovních cvičení se rozhodla stát dominikánskou kontemplativní řeholníci. V lednu 1905 vstoupila do kláštera Panny Marie z Hory Sion.
Dne 12. března 1905 přijala dominikánský hábit a 24. března 1906 složila své časné sliby a přijala řeholní jméno Josefina. Své věčné sliby složila 12. dubna 1909. V klášterní komunitě sloužila jako vratná a také jako ošetřovatelka. V letech 1929-1935 byla převorkou kláštera a roku 1935 se stala novicmistrovou.
Po vypuknutí Španělské občanské války roku 1936 a začátkem pronásledování katolické církve byla 31. srpna zatčena. V noci byla podrobena výslechům a po nichž následovalo pomalé a kruté mučení. Zatímco pomalu umírala modlila se za svou zemi, odpouštěla svým pronásledovatelům a chválila ty, kteří také zemřeli jako mučedníci. Zemřela 31. srpna 1936. Její bezvládné a znetvořené tělo byla později nalezeno na hipodromu v Barceloně. Bylo odvezeno do nemocnice, kde bylo identifikováno a připraveno k pohřbu. Dne 23. června 1950 byly ostatky přeneseny na hřbitov kláštera v Esplugues de Llobregat.

## Proces blahořečení
Dne 8. ledna 1958 byl v barcelonské arcidiecézi zahájen její proces blahořečení. Do procesu byli zařazeni také dva dominikánští terciáři a 9 dominikánských sester.
Dne 19. prosince 2005 uznal papež Benedikt XVI. jejich mučednictví. Blahořečeni byli 28. října 2007.